# UFC Fight Night: Joanna vs. Waterson
UFC Fight Night: Joanna vs. Waterson (también conocido como UFC on ESPN+ 19 o UFC Fight Night 161) fue un evento de artes marciales mixtas producido por Ultimate Fighting Championship que se llevó a cabo el 12 de octubre de 2019 en la Amalie Arena de Tampa, Florida, Estados Unidos.

## Historia
Aunque no fue anunciado oficialmente, el evento estuvo inicialmente relacionado con el recién construido Chase Center en San Francisco, California, que habría marcado la primera visita de la promoción a la ciudad. También habría sido el primer viaje al Área de la Bahía desde UFC 117 en 2010. Sin embargo, los planes para el debut en San Francisco fracasaron y la promoción confirmó que el evento tendría lugar en Tampa, Florida. El evento marcó la tercera visita a Tampa y la segunda a la Amalie Arena, después de UFC on Fox: Teixeira vs. Evans en abril de 2016.
El evento estelar contó con un combate de peso paja femenino entre la excampeona de peso paja femenino de UFC, Joanna Jędrzejczyk y la excampeona de peso átomo de Invicta FC, Michelle Waterson.
Una pelea de peso mediano entre el ganador peso semipesado de The Ultimate Fighter: Team Joanna vs. Team Cláudia, Andrew Sanchez y Marvin Vettori fue originalmente programada para el 14 de septiembre en UFC Fight Night: Cowboy vs. Gaethje. Sin embargo, el combate se canceló después de que Sánchez fue retirado durante la semana previa al evento debido a una infección ocular. A su vez, el combate fue reprogramado para este evento.
El recién llegado Brok Weaver estaba programado para enfrentar a Thomas Gifford en una pelea de peso ligero. Sin embargo, Weaver se retiró de la pelea el 6 de octubre por razones no reveladas. Fue reemplazado por Mike Davis.

## Premios extra
Los siguientes peleadores recibieron $50,000 en bonos:
- Pelea de la Noche: Cub Swanson vs. Kron Gracie
- Actuación de la Noche: Niko Price y Marlon Vera